# Bandera de Devon
La bandera de Devon (també coneguda com a Creu de Sant Petroc) és la bandera del comtat cerimonial de Devon. La bandera està formada per una creu centrada blanca fimbriada de negre sobre un camp verd. El disseny es va triar el 2003 a través d'una votació feta a internet d'entre una dotzena de propostes, guanyant l'actual disseny fet per Ryan Sealey amb un 49% dels vots emesos. Les proporcions són 3:5, però també s'utilitza 25:43.

## Disseny
La bandera està formada per una creu centrada blanca fimbriada de negre sobre un camp verd. I tot i que la bandera és relativament nova, els seus colors són els tradicionalment identificats amb el comtat de Devon. Així, la Universitat d'Exeter, la Devon Rugby Football Union (l'òrgan que regeix el rugbi al comtat) i el club de futbol Plymouth Argyle FC utilitzen tots tres els colors verd, blanc o negre.
El color verd representa el color dels turons ondulats i exuberants del comtat, el negre representa els erms alts escombrats pel vent (Dartmoor i Exmoor) i el blanc representa tant les dues costes del comtat com la indústria al voltant de l'argila i la mineria en general.

### Colors
La bandera utilitza un total de tres colors:
| Model de color | Verd        | Blanc         | Negre     |
| -------------- | ----------- | ------------- | --------- |
| RGB            | 0, 130, 74  | 255, 255, 255 | 0, 0, 0   |
| CMYK           | 100-0-43-49 | 0-0-0-0       | 0-0-0-100 |
| HTML           | #00824A     | #FFFFFF       | #000000   |

## Devon ensign

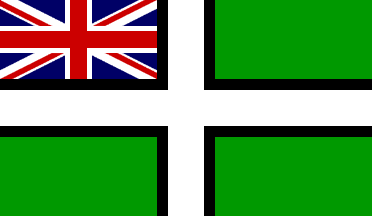
La Devon ensign.

El 2003, la Devon Regatta Ensign, dissenyada per Kevin Pyne, afegeix la bandera de la Union Jack al quarter de la nova bandera de Devon. Es descriu que aquesta bandera s'utilitza en regates, dies d'alta i dies festius, casaments i enterraments al mar.

## Dates assenyalades
El Devon Flag Group va suggerir un seguit de dates com a dies en què és adequat fer onejar la bandera de Devon. La llista de dates es basa en esdeveniments locals, així com en les festivitats de sants locals.

## Polèmica
La creació de la bandera va generar crítiques per part dels nacionalistes còrnics, que ho van veure com un intent de "segrestar" la seva identitat. Així Bob Burns, un dels iniciadors del tema d'una bandera per a Devon, va citar la gran visibilitat de la bandera de Còrnualla com una de les raons per a crear-la.
La decisió de dedicar la bandera a sant Petroc no va estar exempta de polèmica, ja que el sant és igual de popular a la veïna Cornualla. En defensar d'aquesta decisió, es va destacar el fort reclam de Devon al sant: les 27 dedicacions de l'església de Devon a sant Petroc superen en nombre a les 6 dedicacions a Cornualla, i que molts pobles del comtat de Devon porten el nom del sant, com Petrockstowe i Newton St Petroc. També hi ajudà que Cornualla ja havia seleccionat a sant Piran com a patró molts anys abans.

## Història
El 1816, Edward Pellew, primer vescomte d'Exmouth, va fer onar una bandera de color verd fosc amb cercles blancs durant el bombardeig d'Alger de 1816, les restes de la qual es poden veure al Teign Heritage Centre.
Però la proposta d'una bandera de Devon va ser plantejada pel contingent d'escoltes del comtat de Devon al 20è Jamboree Scout Mundial en una entrevista a la BBC Radio Devon l'any 2002. Els escoltes no tenien coneixement de l'existència d'una bandera de Devon i van preguntar si algun oient en tenia coneixement, a partir d'aquí, l'emisora va demanar al públic que enviés dissenys per a fer una bandera que identifiqués el comtat. La bandera va ser escollida l'any 2003 després d'una votació en dues enquestes realitzades al lloc web de l'emisora BBC Radio Devon. El disseny guanyador va obtenir el 49% dels vots emesos, que fou el disseny creat per l'estudiant Ryan Sealey. La popularitat de la bandera de Cornualla va inspirar el disseny, ja que molts habitants de Devon feia temps que pensaven que el seu comtat necessitava una icona fàcilment reconeguda per ajudar a promocionar tant els productes com el turisme local.
La bandera va guanyar ràpidament popularitat i va tenir una adopció generalitzada, obtenint el reconeixement oficial l'octubre de 2006 quan el Consell del Comtat de Devon va aixecar la bandera a l'exterior del County Hall.
L'abril de 2004, un habitant de la localitat d'Ottery St Mary, districte d'East Devon, va ser amenaçat amb accions legals per enarborar la bandera de Devon al seu jardí del darrere, ja que es requeria un permís de planificació per onar banderes no nacionals. Posteriorment, l'aleshores ministre d'Habitatge, Keith Hill, va dir que les autoritats locals podien "fer els ulls grossos" a la pràctica d'onar la bandera del comtat des d'un pal. El Consell del Comtat de Devon havia anunciat prèviament la seva intenció de desafiar les regles governamentals d'onar banderes, continuant ondant la bandera des dels edificis municipals.